# Curt Sonnenschein
Curt Sonnenschein (* 7. März 1894 in Mainz; † 28. September 1986) war ein deutscher Mediziner und Hochschullehrer.

## Leben
Curt Sonnenschein war der Sohn von Albert Sonnenschein und dessen Ehefrau Marie, geborene Stocker. Er besuchte das Gymnasium und Realgymnasium in Mainz und absolvierte nach dem Abitur ein Medizinstudium an den Universitäten Gießen und Freiburg im Breisgau. Nach Abschluss seines Medizinstudiums spezialisierte sich Sonnenschein auf die Hygienemedizin. Er habilitierte sich 1927 in Köln. 1932 wurde er außerordentlicher Professor am Hamburger Tropeninstitut. Am 11. November 1933 unterzeichnete er das „Bekenntnis der Professoren an den deutschen Universitäten und Hochschulen zu Adolf Hitler und dem nationalsozialisten Staat“. 1936 wurde er Leiter der Bakteriologisch-Serologischen Abteilung und wurde in den Vorstand der Deutschen Tropenmedizinischen Gesellschaft (DTG) gewählt. Daneben war er Mitglied des Instituts für Rassenhygiene. Nach dem Tod Karl Peschs wurde er nach mehrmonatiger Vertretung im Dezember 1941 auf den Lehrstuhl für Hygiene und Bakteriologie der Deutschen Karls-Universität Prag berufen, welche von den Nationalsozialisten zur „Frontuniversität“ erklärt worden war. 
Sonnenschein nahm sich mit besonderem Eifer der rassistischen Säuberungen in der DTG an, wie neuere Studien belegen.
1948 wurde er Ordinarius für Hygiene und Bakteriologie an der Universität Würzburg, Direktor des Instituts für Hygiene und Mikrobiologie sowie Leiter der Staatlichen Lehranstalt für Medizinisch-technische Assistenten. 
Seit 1956 war er Ehrenmitglied der katholischen Studentenverbindung KDStV Cheruscia Würzburg im CV.
Von 1958 bis 1959 war Sonnenschein Rektor der Universität Würzburg. Er ist 1986 verstorben.

## Werke
- Das Hamburger Tropeninstitut als Lehr- und Fortbildungsstätte, in: Festschrift Bernhard Nocht zum 80. Geburtstag (4. November 1937) von seinen Freunden und Schülern, hg. v. Institut für Schiffs- und Tropenkrankheiten in Hamburg mit Unterstützung der „Hamburgischen Wissenschaftlichen Stiftung“ und der „Vereinigung der Freunde des Hamburgischen Tropeninstituts“, Glückstadt/Hamburg/New York 1937, S. 592.
- Fortbildung auf dem Gebiet der Tropenhygiene und Tropenheilkunde, 1938
- Verzeichnis in Deutschland erschienener neuerer Dissertationen und Habilitationsschriften aus dem Gebiet der Tropenmedizin und Tropenhygiene, Auslandsmedizin und deren Grenzgebieten (1930–1938), Leipzig, 1940
- Haus- und Krankenhausbau in den Tropen, in: Koloniale Gesundheitsführung in Afrika . – Leipzig : Barth, S. 292–300, 1941
- Gesundheitsdienst in Südwestafrika in Nachkriegszeiten, 1941